# Romanus van Wassenhove
Romanus van Wassenhove (Kanegem, 21 oktober 1793 - Eeklo, 3 februari 1873) was de liberale burgemeester van de Belgische stad Eeklo, van 1859 tot 1872.

## Ontsluiting
Hij was de zoon van een bierbrouwer, Jacques van Wassenhove (1759-1841). Romanus werd te Eeklo eerst notarisklerk, om er later zelf notaris te worden. Hij liet dit ambt varen en werd handelaar in kolen en ijzerwaren.
Van Wassenhove werd de eerste maal verkozen tot gemeenteraadslid in 1848 en werd burgemeester (1859) van de stad in opvolging van Joseph Dhuyvetter. Het was de periode van de ontsluiting van Eeklo, door het graven van de uitbreiding van het Schipdonkkanaal (1860) en de aanleg van de Spoorlijn Eeklo-Gent in 1861. Een straat in Eeklo werd naar hem genoemd.
Hij was de grootvader Lionel Pussemier, die later burgemeester werd van Eeklo en van Arnold van Wassenhove (1879-1947) burgemeester van Kerkhove en vader van 14 kinderen.